# Схрейвер, Петер
Пе́тер Схре́йвер (нидерл. Peter Schrijver, род. 1963, Делфт) — нидерландский лингвист-кельтолог, профессор кельтской филологии (бриттской ветви) в Утрехтском университете, исследователь древнего периода индоевропейских языков. Ранее работал в Лейденском университете и Университете Людвига-Максимилиана.
К 2010 году опубликовал три книги и большое количество статей по истории и лингвистике индоевропейских языков, в частности, посвящённых описанию, реконструкции и синтаксису древних кельтских языков. В последнее время занимается изучением языковых изменений и контактов в древней Европе, включая проблему докельтского субстрата.

## Избранные сочинения
- 1991: The Reflexes of the Proto-Indo-European Laryngeals in Latin. Doctoral dissertation. Leiden Studies in Indo-European 2. Amsterdam/Atlanta: Rodopi. ISBN 9789051833089
- 1995: Studies in British Celtic Historical Phonology. Amsterdam: Rodopi. ISBN 90-5183-820-4.
- 1997: Studies in the History of Celtic Pronouns and Particles. Maynooth: Department of Old Irish, National University of Ireland. ISBN 0-901519-59-6.

## О нём
- Peter Schrijver. Curriculum Vitae, in Keltisch en de buren: 9000 jaar taalcontact, («Celtic and their Neighbours: 9000 years of language contact») University of Utrecht, March 2007, page 29 (in Dutch)..